# Tiro com arco nos Jogos Pan-Americanos de 2019 - Recurvo individual feminino
A competição do recurvo individual feminino foi um dos eventos do tiro com arco nos Jogos Pan-Americanos de 2019, em Lima. Foi disputada no Campo de Tiro com arco, em Villa Maria de Triunfo, nos dias 7 a 11 de agosto. Um dos oito eventos a serem disputados pela modalidade em 2019, foi a décima primeira vez que a competição do recurvo individual feminino foi disputada nos jogos. Trinta e duas arqueiras de catorze países qualificaram-se ao evento.
A então campeã dos Jogos Pan-Americanos de 2015 foi Khatuna Lorig dos Estados Unidos. Lorig foi derrotada em sua tentativa do bicampeonato pan-americano pela mexicana Alejandra Valencia, que triunfou após cinco sets para conquistar o segundo ouro pan-americano individual de sua carreira, reconquistando o título previamente vencido em 2011. Lorig ficou com a medalha de prata, com Casey Kaufhold, dos Estados Unidos, ficando com o bronze após derrotar a colombiana Ana Rendón.
Uma vaga de qualificação para os Jogos Olímpicos de Verão de 2020 estava disponível ao país da arqueira melhor ranqueada ainda não classificada para os jogos. Como México e Estados Unidos já haviam conquistado vagas antes da conclusão do evento, a posição foi para a Colômbia após o quarto lugar de Rendón.

## Pano de fundo

### Qualificação
Um total de trinta e duas vagas de qualificação estavam disponíveis para os jogos. Vinte e quatro vagas estavam reservadas para as oito nações classificadas para a prova de recurvo equipes femininas. As oito vagas restantes estavam reservadas para atletas de países que não haviam conseguido uma vaga por equipes. Como país-sede, o Peru automaticamente garantiu uma vaga individual. A qualificação foi conquistada através de dois torneios, o Campeonato Pan-Americano de Tiro com Arco realizado em agosto de 2018 em Medellín, Colômbia e um torneio secundário realizado em Santiago, Chile, em abril de 2019. Chile, Colômbia, Bolívia, Brasil, México e Estados Unidos cada um classificaram um time de três arqueiras no Campeonato Pan-Americano de 2018, com a Bolívia conquistando, pela primeira, vez vagas no evento de tiro com arco feminino. Canadá e Cuba posteriormente conquistaram vagas máximas no torneio de Santiago no ano seguinte, com o Peru conquistando uma segunda vaga. Seis outras nações conquistaram uma vaga em um dos dois torneios.
Khatuna Lorig, que defendia o título dos Jogos de Toronto, obteve sucesso em se qualificar à seleção nacional junto com as novatas Erin Mickelberry e a atleta de 15 anos Casey Kaufhold, com a competidora dos Jogos Olímpicos de Verão de 2016, Mackenzie Brown, como a reserva. Aída Román e Mariana Avitia, medalhas de prata e de bronze nos Jogos Olímpicos de Verão de 2012, foram selecionadas junto a Alejandra Valencia para formar a equipe mexicana, com o trio entrando como as arqueiras melhor ranqueadas para os jogos, sendo Valencia a 10ª no mundo. A equipe de duas arqueiras do país-sede incluía a campeã nacional Aleska Burga García. A inclusão de Graziela Paulino dos Santos na equipe brasileira marcou a primeira vez em que uma atleta indígena brasileira participou dos Jogos Pan-Americanos.

### Calendário
| Data                          | Horário                 | Fase              |
| ----------------------------- | ----------------------- | ----------------- |
| 7 de agosto de 2019           | 11:30-13:45             | Qualificação      |
| 8 de agosto de 2019           | 09:00-09:30 10:10-10:40 | Primeira fase     |
| 8 de agosto de 2019           | 09:35-10:05 10:45-11:15 | Oitavas-de-final  |
| 8 de agosto de 2019           | 11:20-12:28             | Quartas-de-final  |
| 11 de agosto de 2019          | 13:00-13:34             | Semifinais        |
| 11 de agosto de 2019          | 14:08                   | Disputa do bronze |
| 11 de agosto de 2019          | 14:25                   | Disputa do ouro   |
| Horário local (UTC-5). Fonte: |                         |                   |

## Relatório
Alejandra Valencia liderou a fase de qualificação ao conquistar um recorde dos Jogos Pan-Americanos de 675 pontos, ficando 13 pontos à frente de Casey Kaufhold, cujo total de 662 pontos foi um recorde pessoal, e 22 pontos à frente de Aída Román. A última campeã, Lorig, ficou em sexto com 642 pontos.

### Fases eliminatórias
O início da fase eliminatória em 8 de agosto viu a estreia da Bolívia em eventos indiviudais acabar em um fim prematuro, com Ebe Fernandez, Dhara Claros, e Ana Micaela Espinoza Garcia perdendo em sets direitos na fase de 1/16 avos de final. As três atletas chilenas também sofreram saídas prematuras. Isabella Bassi, a chilena de melhor posição na fase de qualificação, e Javier Andrades ambas perderam na fase de abertura, com a última derrotada pela guatemalteca Cinthya Pellecer após adertar 8 contra 9 de Pellecer no desempate. Only Catalina Márquez Rojas, do trio chileno, avançou da primeira fase, após surpreender a nona ranqueada Elizabeth Rodriguez de Cuba. Ela seria eliminada posteriormente por Erin Mickelberry na segunda rodada. As três atletas brasileiras tiveram um desempenho fraco, com Graziela Paulino dos Santos perdendo na fase de 1/16 avos de final, além de Ane Marcelle dos Santos e Ana Sliatchicas Caetano sendo derrotadas nas oitavas-de-final. Caio Fiusa do Lance! subsequente descreveu o dia como "uma quinta não feliz"para o tiro com arco brasileiro.

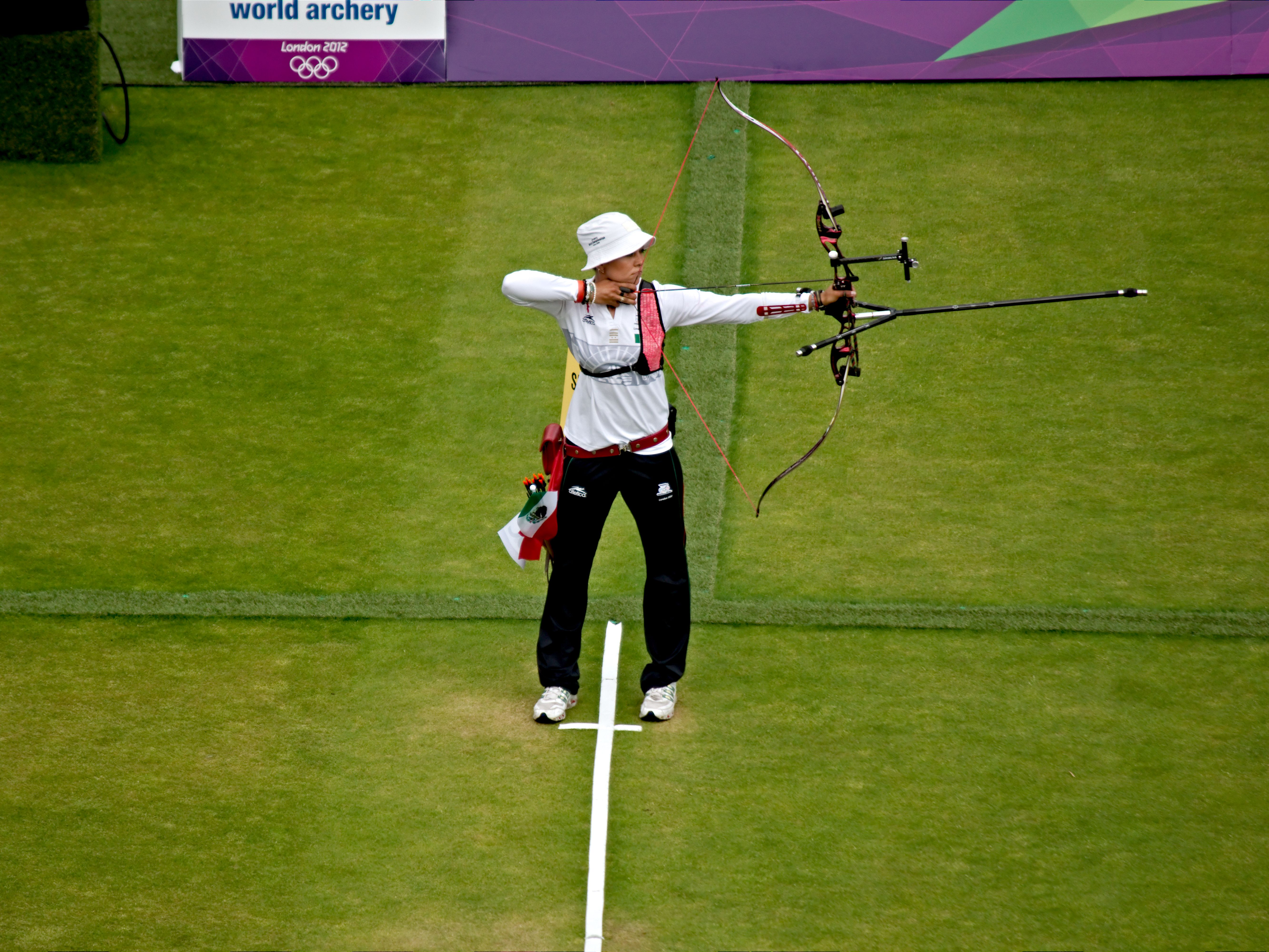
A medalhista de prata em Londres 2012 Aída Román (fotografada em 2012) foi eliminada nas quartas-de-final

As quartas-de-final, realizadas na tarde de 8 de agosto, tiveram sete das oito cabeças-de-chave. De todas as cabeças-de-chave da fase de classificação, apenas a sétima, a canadense Stephanie Barrett, não chegou à quartas, perdendo para Maira Sepulveda, da Colômbia - que foi 26ª no dia anterior - na fase de 1/16 avos. A primeira disputa da fase viu a mexicana Valencia derrotar Erin Mickelberry no desempate após igualdade nos cinco sets, avançando às semifinais como a única mexicana restante na competição; ambas as colegas de Valencia foram eliminadas nos duelos seguintes, com Román perdendo para Lorig e Avitia sendo derrotada pela quarta cabeça-de-chave Ana Rendón. Pellecer, a arqueira de pior ranqueamento a ir às quartas-de-final, perdeu para Kaufhold em sets diretos na última partida da fase. A progressão de Lorig e Kaufhold às semifinais, junto com o grande sucesso na equipe norte-americana nos eventos por equipe, marcou a melhor performance internacional da equipe de tiro com arco dos Estados Unidos naquele ano.

### Finais
Após uma pausa de dois dias, a competição retornou no domingo 11 de agosto para as duas partidas das semifinais e para a as duas disputas de medalha. Valencia derrotou Rendón em sets diretos para avançar à disputa do ouro contra Lorig, que derrotou sua colega de equipe mais jovem em uma disputa norte-americana. Após perderem as semifinais, Rendón e Kaufhold disputaram a partida da medalha de bronze. Em uma vitória por sets diretos, Kaufhold surgiu vitoriosa, conquistando sua terceira medalha nos jogos, após os ouros por equipes femininas e por equipes mistas.

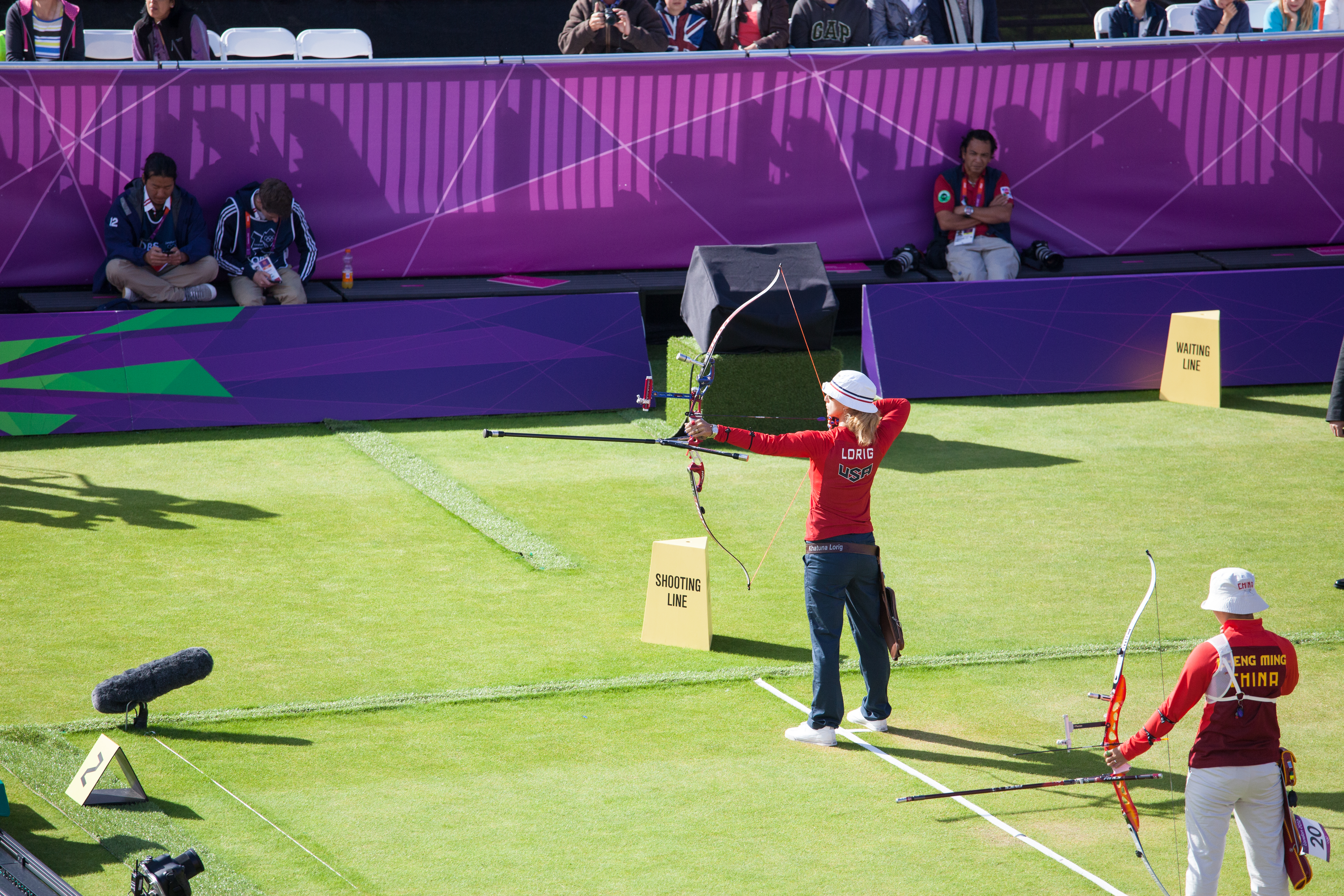
A defensora do título Khatuna Lorig (fotografada nos Jogos Olímpicos de Verão de 2012) foi vice-campeã e conquistou a prata.

A final entre Valencia e Lorig colocou as campeãs de 2011 e de 2015 uma contra a outra. Após três sets, Valencia e Lorig estavam empatadas, mas dois placares quase perfeitos de 29 no quarto e no quinto sets foram suficientes para colocar a mexicana à frente, vencendo por sete pontos a três. A vitória de Valencia foi a sua segunda medalha de ouro individual na história e sua terceira medalha no Pan de 2019. No discurso após a vitória, Valencia disse que amou a partida e que foi capaz de se recuperar de alguns erros, adicionando "Vamos fingir que Toronto não aconteceu, já que não cheguei às finais lá... Eu atirei bem hoje e os resultados acompanharam." Ricardo Gutierrez do Yahoo! Deportes elogiou seu estilo de jogo, descrevendo que ela apresentou "coragem, concentração, e definição em seus tiros" para superar a mais experiente Lorig.
A vitória de Valencia foi a única do México nas competições do Tiro com arco nos Jogos Pan-Americanos de 2019 e a 37ª medalha de ouro da nação nos jogos, sua maior contagem longe de casa.

## Resultados

### Qualificação
| Posição | Arqueira                          | Metade | Metade | Pontuação | 10s | Xs |
| Posição | Arqueira                          | 1º     | 2º     | Pontuação | 10s | Xs |
| ------- | --------------------------------- | ------ | ------ | --------- | --- | -- |
| 1       | Alejandra Valencia (MEX)          | 340    | 335    | 675       | 42  | 11 |
| 2       | Casey Kaufhold (USA)              | 330    | 332    | 662       | 26  | 7  |
| 3       | Aída Román (MEX)                  | 328    | 325    | 653       | 26  | 8  |
| 4       | Ana Rendón (COL)                  | 319    | 333    | 652       | 29  | 5  |
| 5       | Mariana Avitia (MEX)              | 317    | 326    | 643       | 26  | 6  |
| 6       | Khatuna Lorig (USA)               | 325    | 317    | 642       | 22  | 8  |
| 7       | Stephanie Barrett (CAN)           | 317    | 324    | 641       | 22  | 5  |
| 8       | Erin Mickelberry (USA)            | 324    | 312    | 636       | 15  | 6  |
| 9       | Elizabeth Rodriguez (CUB)         | 320    | 315    | 635       | 21  | 5  |
| 10      | Isabella Bassi (CHI)              | 314    | 315    | 629       | 23  | 5  |
| 11      | Florencia Leithold (ARG)          | 314    | 315    | 629       | 16  | 2  |
| 12      | Ane Marcelle dos Santos (BRA)     | 314    | 315    | 629       | 12  | 4  |
| 13      | Valentina Acosta Giraldo (COL)    | 302    | 323    | 625       | 12  | 3  |
| 14      | Pamela Velasquez Cuadros (PER)    | 307    | 315    | 622       | 15  | 5  |
| 15      | Mayra Mendez (VEN)                | 307    | 307    | 614       | 15  | 1  |
| 16      | Virginie Chénier (CAN)            | 300    | 313    | 613       | 14  | 4  |
| 17      | Stefany Jerez (DOM)               | 295    | 317    | 612       | 16  | 4  |
| 18      | Ana Sliatchicas Caetano (BRA)     | 311    | 299    | 610       | 14  | 1  |
| 19      | Maydenia Sarduy (CUB)             | 309    | 300    | 609       | 13  | 6  |
| 20      | Graziela Paulino dos Santos (BRA) | 304    | 304    | 608       | 10  | 3  |
| 21      | Gisela Yubrin (ARG)               | 309    | 298    | 607       | 15  | 3  |
| 22      | Mariessa Pinto (CAN)              | 304    | 302    | 606       | 16  | 7  |
| 23      | Cinthya Pellecer (GUA)            | 305    | 290    | 595       | 11  | 3  |
| 24      | Catalina Marquez Rojas (CHI)      | 287    | 305    | 592       | 15  | 5  |
| 25      | Ebe Fernandez (BOL)               | 302    | 290    | 592       | 8   | 3  |
| 26      | Maira Sepulveda (COL)             | 291    | 295    | 586       | 9   | 0  |
| 27      | Karla Fals (CUB)                  | 299    | 283    | 582       | 9   | 3  |
| 28      | Aleska Burga García (PER)         | 295    | 287    | 582       | 8   | 1  |
| 29      | Marcela Cortez (ESA)              | 294    | 285    | 579       | 13  | 4  |
| 30      | Javiera Andrades (CHI)            | 275    | 286    | 561       | 13  | 3  |
| 31      | Dahara Claros (BOL)               | 258    | 279    | 537       | 8   | 4  |
| 32      | Ana Micaela Espinoza Garcia (BOL) | 278    | 242    | 520       | 10  | 2  |
| Fonte:  |                                   |        |        |           |     |    |

### Fase eliminatória

#### Chave superior
|  | Primeira fase | Primeira fase                     | Primeira fase |                               |    | Oitavas-de-final               | Oitavas-de-final | Oitavas-de-final |  |  | Quartas-de-final | Quartas-de-final | Quartas-de-final |  |  | Semifinais | Semifinais | Semifinais |  |
|  |               |                                   |               |                               |    |                                |                  |                  |  |  |                  |                  |                  |  |  |            |            |            |  |
|  | 1             | Alejandra Valencia (MEX)          | 6             |                               |    |                                |                  |                  |  |  |                  |                  |                  |  |  |            |            |            |  |
|  | 1             | Alejandra Valencia (MEX)          | 6             |                               |    |                                |                  |                  |  |  |                  |                  |                  |  |  |            |            |            |  |
|  | 32            | Ana Micaela Espinoza Garcia (BOL) | 0             |                               |    |                                |                  |                  |  |  |                  |                  |                  |  |  |            |            |            |  |
|  | 32            | Ana Micaela Espinoza Garcia (BOL) | 0             |                               | 1  | Alejandra Valencia (MEX)       | 7                |                  |  |  |                  |                  |                  |  |  |            |            |            |  |
|  |               |                                   |               |                               | 1  | Alejandra Valencia (MEX)       | 7                |                  |  |  |                  |                  |                  |  |  |            |            |            |  |
|  |               |                                   | 16            | Virginie Chénier (CAN)        | 1  |                                |                  |                  |  |  |                  |                  |                  |  |  |            |            |            |  |
|  | 17            | Stefany Jerez (DOM)               | 16            | Virginie Chénier (CAN)        | 1  | 2                              |                  |                  |  |  |                  |                  |                  |  |  |            |            |            |  |
|  | 17            | Stefany Jerez (DOM)               |               |                               |    |                                |                  |                  |  |  |                  |                  |                  |  |  |            |            |            |  |
|  | 16            | Virginie Chénier (CAN)            | 6             |                               |    |                                |                  |                  |  |  |                  |                  |                  |  |  |            |            |            |  |
|  | 16            | Virginie Chénier (CAN)            | 6             |                               | 1  | Alejandra Valencia (MEX)       | 6*               |                  |  |  |                  |                  |                  |  |  |            |            |            |  |
|  |               |                                   |               |                               |    |                                |                  |                  |  |  |                  |                  |                  |  |  |            |            |            |  |
|  |               |                                   | 8             | Erin Mickelberry (USA)        | 5  |                                |                  |                  |  |  |                  |                  |                  |  |  |            |            |            |  |
|  | 9             | Elizabeth Rodriguez (CUB)         | 8             | Erin Mickelberry (USA)        | 5  | 2                              |                  |                  |  |  |                  |                  |                  |  |  |            |            |            |  |
|  | 9             | Elizabeth Rodriguez (CUB)         |               |                               |    |                                |                  |                  |  |  |                  |                  |                  |  |  |            |            |            |  |
|  | 24            | Catalina Marquez Rojas (CHI)      | 6             |                               |    |                                |                  |                  |  |  |                  |                  |                  |  |  |            |            |            |  |
|  | 24            | Catalina Marquez Rojas (CHI)      | 6             |                               | 24 | Catalina Marquez Rojas (CHI)   | 2                |                  |  |  |                  |                  |                  |  |  |            |            |            |  |
|  |               |                                   |               |                               | 24 | Catalina Marquez Rojas (CHI)   | 2                |                  |  |  |                  |                  |                  |  |  |            |            |            |  |
|  |               |                                   | 8             | Erin Mickelberry (USA)        | 6  |                                |                  |                  |  |  |                  |                  |                  |  |  |            |            |            |  |
|  | 25            | Ebe Fernandez (BOL)               | 8             | Erin Mickelberry (USA)        | 6  | 0                              |                  |                  |  |  |                  |                  |                  |  |  |            |            |            |  |
|  | 25            | Ebe Fernandez (BOL)               |               |                               |    |                                |                  |                  |  |  |                  |                  |                  |  |  |            |            |            |  |
|  | 8             | Erin Mickelberry (USA)            | 6             |                               |    |                                |                  |                  |  |  |                  |                  |                  |  |  |            |            |            |  |
|  | 8             | Erin Mickelberry (USA)            | 6             |                               | 1  | Alejandra Valencia (MEX)       | 6                |                  |  |  |                  |                  |                  |  |  |            |            |            |  |
|  |               |                                   |               |                               |    |                                |                  |                  |  |  |                  |                  |                  |  |  |            |            |            |  |
|  |               |                                   | 4             | Ana Rendón (COL)              | 0  |                                |                  |                  |  |  |                  |                  |                  |  |  |            |            |            |  |
|  | 5             | Mariana Avitia (MEX)              | 4             | Ana Rendón (COL)              | 0  | 7                              |                  |                  |  |  |                  |                  |                  |  |  |            |            |            |  |
|  | 5             | Mariana Avitia (MEX)              |               |                               |    |                                |                  |                  |  |  |                  |                  |                  |  |  |            |            |            |  |
|  | 28            | Aleska Burga Garcia (PER)         | 1             |                               |    |                                |                  |                  |  |  |                  |                  |                  |  |  |            |            |            |  |
|  | 28            | Aleska Burga Garcia (PER)         | 1             |                               | 5  | Mariana Avitia (MEX)           | 6                |                  |  |  |                  |                  |                  |  |  |            |            |            |  |
|  |               |                                   |               |                               | 5  | Mariana Avitia (MEX)           | 6                |                  |  |  |                  |                  |                  |  |  |            |            |            |  |
|  |               |                                   | 12            | Ane Marcelle dos Santos (BRA) | 2  |                                |                  |                  |  |  |                  |                  |                  |  |  |            |            |            |  |
|  | 21            | Gisela Yubrin (ARG)               | 12            | Ane Marcelle dos Santos (BRA) | 2  | 3                              |                  |                  |  |  |                  |                  |                  |  |  |            |            |            |  |
|  | 21            | Gisela Yubrin (ARG)               |               |                               |    |                                |                  |                  |  |  |                  |                  |                  |  |  |            |            |            |  |
|  | 12            | Ane Marcelle dos Santos (BRA)     | 7             |                               |    |                                |                  |                  |  |  |                  |                  |                  |  |  |            |            |            |  |
|  | 12            | Ane Marcelle dos Santos (BRA)     | 7             |                               | 5  | Mariana Avitia (MEX)           | 3                |                  |  |  |                  |                  |                  |  |  |            |            |            |  |
|  |               |                                   |               |                               |    |                                |                  |                  |  |  |                  |                  |                  |  |  |            |            |            |  |
|  |               |                                   | 4             | Ana Rendón (COL)              | 7  |                                |                  |                  |  |  |                  |                  |                  |  |  |            |            |            |  |
|  | 13            | Valentina Acosta Giraldo (COL)    | 4             | Ana Rendón (COL)              | 7  | 6*                             |                  |                  |  |  |                  |                  |                  |  |  |            |            |            |  |
|  | 13            | Valentina Acosta Giraldo (COL)    |               |                               |    |                                |                  |                  |  |  |                  |                  |                  |  |  |            |            |            |  |
|  | 20            | Graziela Paulino dos Santos (BRA) | 5             |                               |    |                                |                  |                  |  |  |                  |                  |                  |  |  |            |            |            |  |
|  | 20            | Graziela Paulino dos Santos (BRA) | 5             |                               | 13 | Valentina Acosta Giraldo (COL) | 3                |                  |  |  |                  |                  |                  |  |  |            |            |            |  |
|  |               |                                   |               |                               | 13 | Valentina Acosta Giraldo (COL) | 3                |                  |  |  |                  |                  |                  |  |  |            |            |            |  |
|  |               |                                   | 4             | Ana Rendón (COL)              | 7  |                                |                  |                  |  |  |                  |                  |                  |  |  |            |            |            |  |
|  | 29            | Marcela Cortez (ESA)              | 4             | Ana Rendón (COL)              | 7  | 2                              |                  |                  |  |  |                  |                  |                  |  |  |            |            |            |  |
|  | 29            | Marcela Cortez (ESA)              |               |                               |    |                                |                  |                  |  |  |                  |                  |                  |  |  |            |            |            |  |
|  | 4             | Ana Rendón (COL)                  | 6             |                               |    |                                |                  |                  |  |  |                  |                  |                  |  |  |            |            |            |  |

#### Chave inferior
|  | Primeira fase | Primeira fase                  | Primeira fase |                        |    | Oitavas-de-final              | Oitavas-de-final | Oitavas-de-final |  |  | Quartas-de-final | Quartas-de-final | Quartas-de-final |  |  | Semifinais | Semifinais | Semifinais |  |
|  |               |                                |               |                        |    |                               |                  |                  |  |  |                  |                  |                  |  |  |            |            |            |  |
|  | 3             | Aída Román (MEX)               | 6             |                        |    |                               |                  |                  |  |  |                  |                  |                  |  |  |            |            |            |  |
|  | 3             | Aída Román (MEX)               | 6             |                        |    |                               |                  |                  |  |  |                  |                  |                  |  |  |            |            |            |  |
|  | 30            | Javiera Andrades (CHI)         | 0             |                        |    |                               |                  |                  |  |  |                  |                  |                  |  |  |            |            |            |  |
|  | 30            | Javiera Andrades (CHI)         | 0             |                        | 3  | Aída Román (MEX)              | 6                |                  |  |  |                  |                  |                  |  |  |            |            |            |  |
|  |               |                                |               |                        | 3  | Aída Román (MEX)              | 6                |                  |  |  |                  |                  |                  |  |  |            |            |            |  |
|  |               |                                | 19            | Maydenia Sarduy (CUB)  | 0  |                               |                  |                  |  |  |                  |                  |                  |  |  |            |            |            |  |
|  | 19            | Maydenia Sarduy (CUB)          | 19            | Maydenia Sarduy (CUB)  | 0  | 6                             |                  |                  |  |  |                  |                  |                  |  |  |            |            |            |  |
|  | 19            | Maydenia Sarduy (CUB)          |               |                        |    |                               |                  |                  |  |  |                  |                  |                  |  |  |            |            |            |  |
|  | 14            | Pamela Velasquez Cuadros (PER) | 2             |                        |    |                               |                  |                  |  |  |                  |                  |                  |  |  |            |            |            |  |
|  | 14            | Pamela Velasquez Cuadros (PER) | 2             |                        | 3  | Aída Román (MEX)              | 4                |                  |  |  |                  |                  |                  |  |  |            |            |            |  |
|  |               |                                |               |                        |    |                               |                  |                  |  |  |                  |                  |                  |  |  |            |            |            |  |
|  |               |                                | 6             | Khatuna Lorig (USA)    | 6  |                               |                  |                  |  |  |                  |                  |                  |  |  |            |            |            |  |
|  | 11            | Florencia Leithold (ARG)       | 6             | Khatuna Lorig (USA)    | 6  | 7                             |                  |                  |  |  |                  |                  |                  |  |  |            |            |            |  |
|  | 11            | Florencia Leithold (ARG)       |               |                        |    |                               |                  |                  |  |  |                  |                  |                  |  |  |            |            |            |  |
|  | 22            | Mariessa Pinto (CAN)           | 1             |                        |    |                               |                  |                  |  |  |                  |                  |                  |  |  |            |            |            |  |
|  | 22            | Mariessa Pinto (CAN)           | 1             |                        | 11 | Florencia Leithold (ARG)      | 0                |                  |  |  |                  |                  |                  |  |  |            |            |            |  |
|  |               |                                |               |                        | 11 | Florencia Leithold (ARG)      | 0                |                  |  |  |                  |                  |                  |  |  |            |            |            |  |
|  |               |                                | 6             | Khatuna Lorig (USA)    | 6  |                               |                  |                  |  |  |                  |                  |                  |  |  |            |            |            |  |
|  | 27            | Karla Fals (CUB)               | 6             | Khatuna Lorig (USA)    | 6  | 0                             |                  |                  |  |  |                  |                  |                  |  |  |            |            |            |  |
|  | 27            | Karla Fals (CUB)               |               |                        |    |                               |                  |                  |  |  |                  |                  |                  |  |  |            |            |            |  |
|  | 6             | Khatuna Lorig (USA)            | 6             |                        |    |                               |                  |                  |  |  |                  |                  |                  |  |  |            |            |            |  |
|  | 6             | Khatuna Lorig (USA)            | 6             |                        | 6  | Khatuna Lorig (USA)           | 6                |                  |  |  |                  |                  |                  |  |  |            |            |            |  |
|  |               |                                |               |                        |    |                               |                  |                  |  |  |                  |                  |                  |  |  |            |            |            |  |
|  |               |                                | 2             | Casey Kaufhold (USA)   | 4  |                               |                  |                  |  |  |                  |                  |                  |  |  |            |            |            |  |
|  | 7             | Stephanie Barrett (CAN)        | 2             | Casey Kaufhold (USA)   | 4  | 4                             |                  |                  |  |  |                  |                  |                  |  |  |            |            |            |  |
|  | 7             | Stephanie Barrett (CAN)        |               |                        |    |                               |                  |                  |  |  |                  |                  |                  |  |  |            |            |            |  |
|  | 26            | Maira Sepulveda (COL)          | 6             |                        |    |                               |                  |                  |  |  |                  |                  |                  |  |  |            |            |            |  |
|  | 26            | Maira Sepulveda (COL)          | 6             |                        | 26 | Maira Sepulveda (COL)         | 2                |                  |  |  |                  |                  |                  |  |  |            |            |            |  |
|  |               |                                |               |                        | 26 | Maira Sepulveda (COL)         | 2                |                  |  |  |                  |                  |                  |  |  |            |            |            |  |
|  |               |                                | 23            | Cinthya Pellecer (GUA) | 6  |                               |                  |                  |  |  |                  |                  |                  |  |  |            |            |            |  |
|  | 23            | Cinthya Pellecer (GUA)         | 23            | Cinthya Pellecer (GUA) | 6  | 6*                            |                  |                  |  |  |                  |                  |                  |  |  |            |            |            |  |
|  | 23            | Cinthya Pellecer (GUA)         |               |                        |    |                               |                  |                  |  |  |                  |                  |                  |  |  |            |            |            |  |
|  | 10            | Isabella Bassi (CHI)           | 5             |                        |    |                               |                  |                  |  |  |                  |                  |                  |  |  |            |            |            |  |
|  | 10            | Isabella Bassi (CHI)           | 5             |                        | 23 | Cinthya Pellecer (GUA)        | 0                |                  |  |  |                  |                  |                  |  |  |            |            |            |  |
|  |               |                                |               |                        |    |                               |                  |                  |  |  |                  |                  |                  |  |  |            |            |            |  |
|  |               |                                | 2             | Casey Kaufhold (USA)   | 6  |                               |                  |                  |  |  |                  |                  |                  |  |  |            |            |            |  |
|  | 15            | Mayra Mendez (VEN)             | 2             | Casey Kaufhold (USA)   | 6  | 1                             |                  |                  |  |  |                  |                  |                  |  |  |            |            |            |  |
|  | 15            | Mayra Mendez (VEN)             |               |                        |    |                               |                  |                  |  |  |                  |                  |                  |  |  |            |            |            |  |
|  | 18            | Ana Sliatchicas Caetano (BRA)  | 7             |                        |    |                               |                  |                  |  |  |                  |                  |                  |  |  |            |            |            |  |
|  | 18            | Ana Sliatchicas Caetano (BRA)  | 7             |                        | 18 | Ana Sliatchicas Caetano (BRA) | 2                |                  |  |  |                  |                  |                  |  |  |            |            |            |  |
|  |               |                                |               |                        | 18 | Ana Sliatchicas Caetano (BRA) | 2                |                  |  |  |                  |                  |                  |  |  |            |            |            |  |
|  |               |                                | 2             | Casey Kaufhold (USA)   | 6  |                               |                  |                  |  |  |                  |                  |                  |  |  |            |            |            |  |
|  | 31            | Dahara Claros (BOL)            | 2             | Casey Kaufhold (USA)   | 6  | 0                             |                  |                  |  |  |                  |                  |                  |  |  |            |            |            |  |
|  | 31            | Dahara Claros (BOL)            |               |                        |    |                               |                  |                  |  |  |                  |                  |                  |  |  |            |            |            |  |
|  | 2             | Casey Kaufhold (USA)           | 6             |                        |    |                               |                  |                  |  |  |                  |                  |                  |  |  |            |            |            |  |

Nota: Um asterisco (*) denota uma vitória no desempate 

Fonte:

#### Finais
|  | Semifinal | Semifinal                | Semifinal | Semifinal | Semifinal | Semifinal | Semifinal | Semifinal |  |  | Final               | Final                    | Final               | Final               | Final               | Final               | Final               | Final               |
|  |           |                          |           |           |           |           |           |           |  |  |                     |                          |                     |                     |                     |                     |                     |                     |
|  | 1         | Alejandra Valencia (MEX) | 6         | 29        | 26        | 27        |           |           |  |  |                     |                          |                     |                     |                     |                     |                     |                     |
|  | 4         | Ana Rendón (COL)         | 0         | 26        | 22        | 25        |           |           |  |  |                     |                          |                     |                     |                     |                     |                     |                     |
|  |           |                          |           |           |           |           |           |           |  |  | 1                   | Alejandra Valencia (MEX) | 7                   | 28                  | 27                  | 26                  | 29                  | 29                  |
|  |           |                          |           |           |           |           |           |           |  |  | 6                   | Khatuna Lorig (USA)      | 3                   | 27                  | 27                  | 27                  | 26                  | 25                  |
|  | 6         | Khatuna Lorig (USA)      | 6         | 30        | 28        | 26        | 27        | 26        |  |  |                     |                          |                     |                     |                     |                     |                     |                     |
|  | 2         | Casey Kaufhold (USA)     | 4         | 26        | 27        | 27        | 28        | 25        |  |  | Disputa pelo bronze | Disputa pelo bronze      | Disputa pelo bronze | Disputa pelo bronze | Disputa pelo bronze | Disputa pelo bronze | Disputa pelo bronze | Disputa pelo bronze |
|  |           |                          |           |           |           |           |           |           |  |  | 4                   | Ana Rendón (COL)         | 0                   | 26                  | 24                  | 27                  |                     |                     |
|  |           |                          |           |           |           |           |           |           |  |  | 2                   | Casey Kaufhold (USA)     | 6                   | 29                  | 28                  | 30                  |                     |                     |

Fonte: